# Гюйс и крепостной флаг России
Гюйс — носовой флаг корабля, ранее поднимался на бушприте, в связи с чем может встречаться неофициальное наименование «бушпритный флаг».
В настоящее время в России является принадлежностью исключительно военно-морских кораблей 1-го или 2-го ранга, поднимается на баке (на носу) кораблей, в том числе, и на подводных лодках, только во время стоянки корабля на якоре (бочке, швартовах), в связи с чем гюйс имеет и еще одно, неофициальное, название, — «стояночный флаг». Поднимается и спускается ежедневно, одновременно с подъёмом и спуском Военно-морского флага, обычно в 8 часов утра (по выходным и праздничным дням — в 9 часов утра) и с заходом солнца. Однако ранее гюйс поднимался как на стоянке, так и в море, на ходу (в Российской империи — до 1820 года). Есть сведения о том, что в России существовал и «гражданский гюйс» (см. ниже).
Крепостной флаг (флаг морских крепостей) — поднимается на флагштоках (мачтах) морских (приморских) крепостей и прочих береговых объектов, при этом в России, как и в некоторых других государствах, рисунок крепостного флага идентичен гюйсу и утверждается вместе с последним одними нормативными актами («гюйс и крепостной флаг»), в связи с чем их часто путают и считают одним флагом. Однако в некоторых нормативных актах эти понятия различаются («гюйс или крепостной флаг»), а также в определённый период рисунки указанных флагов различались (см. ниже).
Долгое время в Российской империи гюйсу был идентичен и кейзер(с)-флаг, поднимаемый на грот-мачте русских кораблей, для обозначения присутствия великих князей, а также генерал-адмирала. При этом кейзер-флаг, поднимавшийся на галерах, имел тот же рисунок, но отличался по форме.

## Описание
Современные российские гюйс и крепостной флаг представляют собой красное полотнище с белым вертикальным крестом, на которое наложен синий диагональный крест, окантованный белой полосой.
Отношение ширины флага к длине — один к полутора, ширины синей полосы к длине флага — 1/10.
Отношение ширины белой полосы вертикального креста к ширине полотнища — 1/20, белой окантовки диагонального креста — 1/40.

## История

### Происхождение
Предполагается, что гюйс был учреждён Петром I после посещения им в ходе Великого посольства в 1698 году Англии, как символ военной мощи России на море и на суше (прямой белый крест на красном фоне — расцветка знамён сухопутных войск, синий Андреевский крест изображён на военно-морском Андреевском флаге), по образу и подобию гюйса военных кораблей союза (унии) Англии и Шотландии в 1606—1707 годах. Однако, в отличие от официального англо-шотландского гюйса (на котором английский красный прямой крест Святого Георга доминировал над косым белым шотландским крестом Святого апостола Андрея Первозванного, причём косой крест часто изображался тонкими линиями), при создании российского гюйса Пётр I главенствующую роль отдал косому кресту Андрея Первозванного. Роль Св. Андрея Первозванного Пётр I особенно подчёркивал «ради того, что от сего апостола приняла Россия святое крещение». Кроме того, по мысли Петра I, Андреевский крест показывал, что Россия уже имела на тот момент выход к четырём морям и поэтому в том же 1698 году учредил первый российский орден Святого апостола Андрея Первозванного, главной фигурой знака которого был синий косой Андреевский крест. Использование гюйса такого вида в качестве носового флага подтверждается с 1701 года.
Кроме того, практически сразу после введения в России гюйса в качестве корабельного флага, он стал применяться и в качестве крепостного флага для обозначения морских (приморских) крепостей и крепостных объектов (фортов). Гюйс на флагштоке форта Кронштадт изображён уже на гравюре 1704 года.

### В Российской империи
Петр I в 1712 году описал российский гюйс так: «Гиус Красный, в котором вышереченный крест белым обложен. Гиус он же и кейзерс-флаг».
В первом «Морском Уставе» 1720 года официально утверждён рисунок кейзерс-флага («кейзер-флаг», он же «гюйс»). Впоследствии, царским указом от 7 (18) октября 1721 году было велено «генерал-адмиралу графу Апраксину дать кайзер-флаг» и он стал исполнять функции должностного флага генерал-адмирала. Должностной флаг генерал-адмирала поднимался, в том числе, на носу шлюпки и исполнял функции своеобразного «шлюпочного гюйса». В роли шлюпочных гюйсов в российском флоте применялись также специальные должностные шлюпочные флаги адмиралов (см. Должностные флаги адмиралов).
Первым Морским уставом, утверждённым 13 (24) января 1720 года Петром I, предписывалось иметь на «ластовых» (вспомогательных) кораблях Адмиралтейства «гюйс как на воинских кораблях».
Уставом утверждался и галерный кейзерс-флаг, повторяющий рисунок обычного кейзерс-флага, но имеющий две «косицы», просуществовавший до 25 февраля (8 марта) 1797 года.
В установленном этим уставом описании реестра запаса шкиперских вещей — «флагов, вымпелей и флюгилей» — упоминается «торговой флаг и гуис» (помимо «кейзерс флага и гуиса»), но нет сведений о том, отличался ли гюйс торговых судов от гюйса военных кораблей.
Указом всероссийской императрицы Екатерины II от 23 сентября (4 октября) 1770 года было определено:
Генерал наш Граф Алексей Орлов, находясь во флоте Нашем в Архипелаге, имел нужду принять над оным главную команду и употребить при том Наш Кайзер-флаг… Уважая по тому сие происшествие, соизволяем Мы, чтобы сей Кайзер-флаг, который он умел столь кстати и счастливо употребить, остался у него на всю его жизнь, и чтоб он, будучи на кораблях наших, мог выставлять его, когда разсудит…
В указанном выше совместном качестве — гюйс и крепостной флаг — гюйс 1712 года применялся до 1913 года (до утверждения нового образца крепостного флага). Тем не менее, в конце XIX века были внесены некоторые изменения в условия использования гюйса — 13 (25) мая 1885 года российским императором Александром III был утверждён новый Морской устав, объявленный 18 (30) мая 1885 года приказом по Морскому ведомству № 59, в котором устанавливалось поднятие гюйса на кораблях российского флота в зависимости от их ранга: поднимать гюйс разрешалось на кораблях 1-го и 2-го ранга, а также на кораблях 3-го ранга только в том случае, если последние вооружены артиллерией калибром не менее чем 6 дюймов (152 мм). Прочим судам российского флота разрешалось поднимать гюйс лишь по особому распоряжению высшего морского начальства.
В 1913 году высочайшим повелением всероссийского императора Николая II от 7 (20) декабря 1913, объявленным военным министром[когда?], был утверждён новый образец крепостного флага (в центр был добавлен государственный орёл), который просуществовал вплоть до Февральской революции 1917 года:
Крепостной флаг — красного цвета с синим Андреевским крестом, окаймлённым белыми полосами и с белым прямым поперечным крестом.
По средине флага, с двух сторон его, нашивается или наносится краскою Государственный герб, чёрного цвета, вышиною в 7 футов.

Размеры флага: в длину 18 футов, в ширину 9,5 футов; ширина синих полос, образующих Андреевский крест — 12 дюймов; ширина белых полос, окаймляющих Андреевский крест, — 6 дюймов; ширина белых полос, составляющих вертикальный крест, — 8 дюймов.

### В СССР
После Октябрьской революции, несмотря на отмену большевиками других исторических символов России, в качестве гюйса и крепостного флага в Советской России, а потом и в СССР до 1924 года использовался гюйс Российской империи.
29 августа 1924 года, постановлением Президиума ЦИК СССР «О флагах и вымпелах Союза Советских Социалистических Республик», был утверждён новый рисунок гюйса и крепостного флага. В центр флага был добавлен белый круг с изображением красной звезды с серпом и молотом посередине:
Гюйс и крепостной флаг (морских крепостей) — прямоугольный красный флаг с отношением длины к ширине 3:2. В центре флага белый круг, внутри которого красная пятиконечная звезда, обращённая одним концом вверх. Внутри звезды помещены белый серп и молот.
Круг имеет диаметр, равный половине ширины флага, а звезда 5/6 диаметра круга.
От белого круга расположены полосы:
во 1) к углам гюйса — синие ровные, окаймлённые белыми,
во 2) к серединам сторон флага — прямые белые.

Ширина синих полос равна 1/10, ширина окаймляющих их белых — 1/25 и ширина белых полос (к серединам сторон) — 1/20 ширины гюйса.
7 июля 1932 года, постановлением ЦИК и СНК СССР «Об изменении постановления ЦИК и СНК СССР от 29 августа 1924 г. о флагах и вымпелах Союза ССР», гюйсом и крепостным флагом было утверждено красное полотнище, в середине которого белым контуром изображалась пятиконечная звезда с серпом и молотом в центре.
Гюйс и крепостной флаг (морских крепостей) — прямоугольный красный флаг с отношением длины к ширине 3:2. В центре флага красная пятиконечная звезда, обращённая одним концом вверх, внутри которой помещены белые серп и молот.Пятиконечная красная звезда окаймлена белой окантовкой. Размер диаметра красной звезды равен 2/5 ширины флага, а размер диаметра белой окантовки равен 9/10 ширины флага.
21 апреля 1964 года, постановлением Совета министров СССР № 334 «О военно-морских флагах СССР», было изменено описание гюйса ВМФ СССР (изменён размер красной звезды и центр её размещения):
Гюйс или крепостной флаг — представляет собой красное полотнище, в центре которого помещена красная пятиконечная звезда, обращённая одним концом вверх. Внутри красной звезды вписаны серп и молот белого цвета. Красная звезда окаймлена белой окантовкой.Отношение ширины флага к длине — один к полтора. Расстояние от верхнего конца белой окантовки до верхней кромки флага равно 1/12 ширины флага, а расстояние от нижних концов белой окантовки до нижней кромки флага равно 1/6 ширины флага. Диаметр красной звезды — 1/2 диаметра белой окантовки.

### В Российской Федерации
21 июля 1992 года, согласно указу Президента Российской Федерации № 798, в связи с прекращением существования Союза ССР, необходимостью приведения статуса кораблей (катеров) и судов Военно-Морского Флота Российской Федерации и Министерства внутренних дел Российской Федерации в соответствие с требованиями международного права и на основании решения, принятого на рабочей встрече глав государств Содружества Независимых Государств 16 января 1992 года, были утверждены описания и рисунки военно-морских флагов и вымпелов Российской Федерации:
Гюйс и крепостной флаг представляет собой красное полотнище с белым вертикальным крестом, на которое наложен голубой диагональный крест, окантованный белой полосой.
Отношение ширины флага к длине — один к полтора, ширины голубой полосы к длине флага — 1/10.

Отношение ширины белой полосы вертикального креста к ширине полотнища — 1/20, белой окантовки диагонального креста — 1/40.
26 июля 1992 года на кораблях, катерах и судах был произведён торжественный спуск военно-морских флагов, вымпелов СССР и торжественный подъём военно-морских флагов и вымпелов Российской Федерации. В качестве гюйса ВМФ России стал снова использоваться гюйс Российской империи.
29 декабря 2000 года в соответствии с Федеральным законом от 29.12.2000 г. № 162-ФЗ «О знамени Вооружённых Сил Российской Федерации, знамени Военно-Морского Флота, знамёнах иных видов Вооружённых Сил Российской Федерации и знамёнах других войск», вступившим в силу 1 января 2001 года, был возвращён исторический синий цвет Андреевского креста, что повлекло за собой автоматическую смену всех флагов с его изображением.
Гюйс, поднятый на корабле, обозначает, что корабль принадлежит к 1 или 2 рангу. Гюйс поднимается на гюйс-штоке во время стоянки корабля на якоре (бочке, швартовах). Гюйс поднимается и спускается одновременно с подъемом и спуском Военно-морского флага.Гюйс также поднимается на мачтах береговых салютных пунктов при производстве салютов.— Статья 628 Корабельного устава ВМФ РФ

### Гюйс кораблей пограничных служб Российской Федерации
21 мая 1993 года, указом Президента России № 720, в связи с образованием Пограничных войск Российской Федерации был утверждён гюйс для кораблей пограничных войск:
Гюйс кораблей 1 и 2 рангов Пограничных войск Российской Федерации — представляет собой красное полотнище с белым вертикальным крестом, на которое наложен тёмно-голубой диагональный крест, окантованный белой полосой.Отношение ширины флага к его длине — один к полутора, ширины тёмно-голубой полосы к ширине флага — 1/7, ширины белой полосы вертикального креста к ширине тёмно-голубой полосы диагонального креста — 1/2, белой окантовки диагонального креста к ширине тёмно-голубой полосы — 1/4.
1 сентября 2008 года, Указом Президента России № 1278, в целях реализации единой государственной политики в области геральдики, сохранения и развития исторических традиций в области геральдики, был утверждён новый гюйс кораблей 1 и 2 рангов пограничных органов Российской Федерации:
Красное прямоугольное полотнище, перекрещённое прямым белым крестом и наложенным на него синим диагональным (Андреевским) крестом с белой каймой.Отношение ширины гюйса к его длине — два к трём. Отношение ширины концов диагонального креста к длине гюйса — один к десяти. Отношение ширины концов прямого креста к ширине гюйса — один к двадцати. Отношение ширины белой каймы диагонального креста к ширине диагонального креста — один к двум.
Пропорции и цвет диагонального креста стали соответствовать Военно-морскому флагу Российской Федерации, но в отличие от гюйса Военно-Морского Флота, ширина белой окантовки диагонального креста в три раза больше.

## Использование
Согласно статье 628 Корабельного устава ВМФ, гюйс поднимается на кораблях 1-го и 2-го ранга. Гюйс поднимается на гюйс-штоке во время стоянки корабля на якоре (бочке, швартовах). Гюйс поднимается и спускается одновременно с подъемом и спуском Военно-морского флага. Гюйс также поднимается на мачтах береговых салютных пунктов при производстве салютов.

## Иллюстрации
- Гюйс России на сторожевом корабле «Ладный».
- Гюйс на марке 1999 года, посвященной 300-летию Андреевского флага (ЦФА [АО «Марка»] № 489).
- Гюйс на ракетном крейсере «Варяг».
- Крепостной флаг на Петропавловской крепости.
- Гюйс на носу атомной подводной лодки ТК-202 в доке.
- Крепостной флаг над Выборгским замком.

### Комментарии
1. 1 2  На специальном флагштоке, именуемом гюйсшток.